# Проптерус
Propterus — вимерлий рід викопних кісткових риб.